# 1 Broadway
1 Broadway, früher International Mercantile Marine Company Building, United States Lines Building und Washington Building, ist ein historisches Bürohochhaus in Lower Manhattan in New York City und ist nach seiner Adresse benannt.

## Lage
Das denkmalgeschützte Hochhaus befindet sich im Financial District von Manhattan am Battery Place zwischen Broadway und Greenwich Street. Es grenzt im Osten an das Bowling Green mit der weltbekannten Bullenstatue Charging Bull. Südlich vom Gebäude liegt der die Südspitze der Insel Manhattan einnehmende Park The Battery. Vom 1 Broadway bietet sich ein unverbauter Blick auf den New Yorker Hafen und die Freiheitsstatue.

## Beschreibung
An der Stelle des heutigen Bürohochhauses stand ab 1745 ein Herrenhaus des britischen Kapitäns Archibald Kennedy, das 1776 während des Unabhängigkeitskrieges erst von britischen Offizieren und danach von George Washington als Hauptquartier genutzt wurde. Nach Kriegsende diente das Gebäude zunächst als Wohnstätte, bis es ab 1851 bis zu seinem Abriss im Jahr 1881 das „Washington Hotel“ beherbergte. Von 1882 bis 1885 wurde das vom Architekten Edward Hale Kendall im Queen-Anne-Stil entworfene Washington Building erbaut.  Mit einer Höhe von 78,6 Metern (258 Fuß), die durch den 1887 hinzugefügten Turm erreicht wurde, gehörte es damals zu den höchsten Gebäuden der Stadt.
1919 erwarb die Reederei International Mercantile Marine Company (IMMC) das Washington Building und ließ es von 1920 bis 1921 als neuen Firmensitz im neoklassizistischen Stil komplett umbauen. Man entfernte den Turm und die Dachgauben. Der Gebäudesockel wurde mit Granit verkleidet und um Kosten zu sparen, erhielten die Etagen darüber eine neue Fassade aus Indiana-Kalkstein, die über die bestehende rote Backsteinfassade gesetzt wurde. Die Reederei richtete im Erdgeschoss ein Buchungsbüro für ihre Kreuzfahrtlinien mit separaten Zugängen für „First Class“ und „Cabin Class“ ein. Ausführender Architekt war Walter Boughton Chambers (1866–1945). Das Gebäude wurde anschließend in 1 Broadway umbenannt. Das Bürogebäude hat seitdem eine Höhe von 64,3 Meter (211 Fuß).
Die Reederei IMMC ließ zwischen den Fenstern der zweiten Etage die als Mosaik gestaltete Siegelwappen von ihr weltweit angelaufenen Häfen folgender Städte anbringen: Adelaide, Antwerpen, Buenos Aires, Capetown (Kapstadt), Cherbourg, Genoa (Genua), Gibraltar, Hamburg, Liverpool, London, Melbourne, Montevideo, Naples, New York, Paris, Plymouth, Queenstown, Rio de Janeiro, Southampton und Sydney.
Nach mehreren Fusionen mit anderen Reedereien übernahm die IMMC 1931 die United States Lines und operierte fortan unter diesem Namen. 1943 wurde die International Mercantile Marine Company zur United States Lines Company. Diese blieb bis 1979 Eigentümer von 1 Broadway. 1992 erwarb Allstate Life Insurance Co. das Bürogebäude und ließ es von 1993 bis 1994 für zwei Millionen US-Dollar restaurieren.
Am 2. März 1991 wurde 1 Broadway in das National Register of Historic Places eingetragen. Am 19. September 1995 folgte durch die New York City Landmarks Preservation Commission die Ernennung zum Wahrzeichen der Stadt. In unmittelbarer Nähe zum 1 Broadway befinden sich die ebenfalls denkmalgeschützten Hochhäuser Cunard Building und Standard Oil Building, sowie direkt angrenzend das Bowling Green Offices Building.

## Galerie

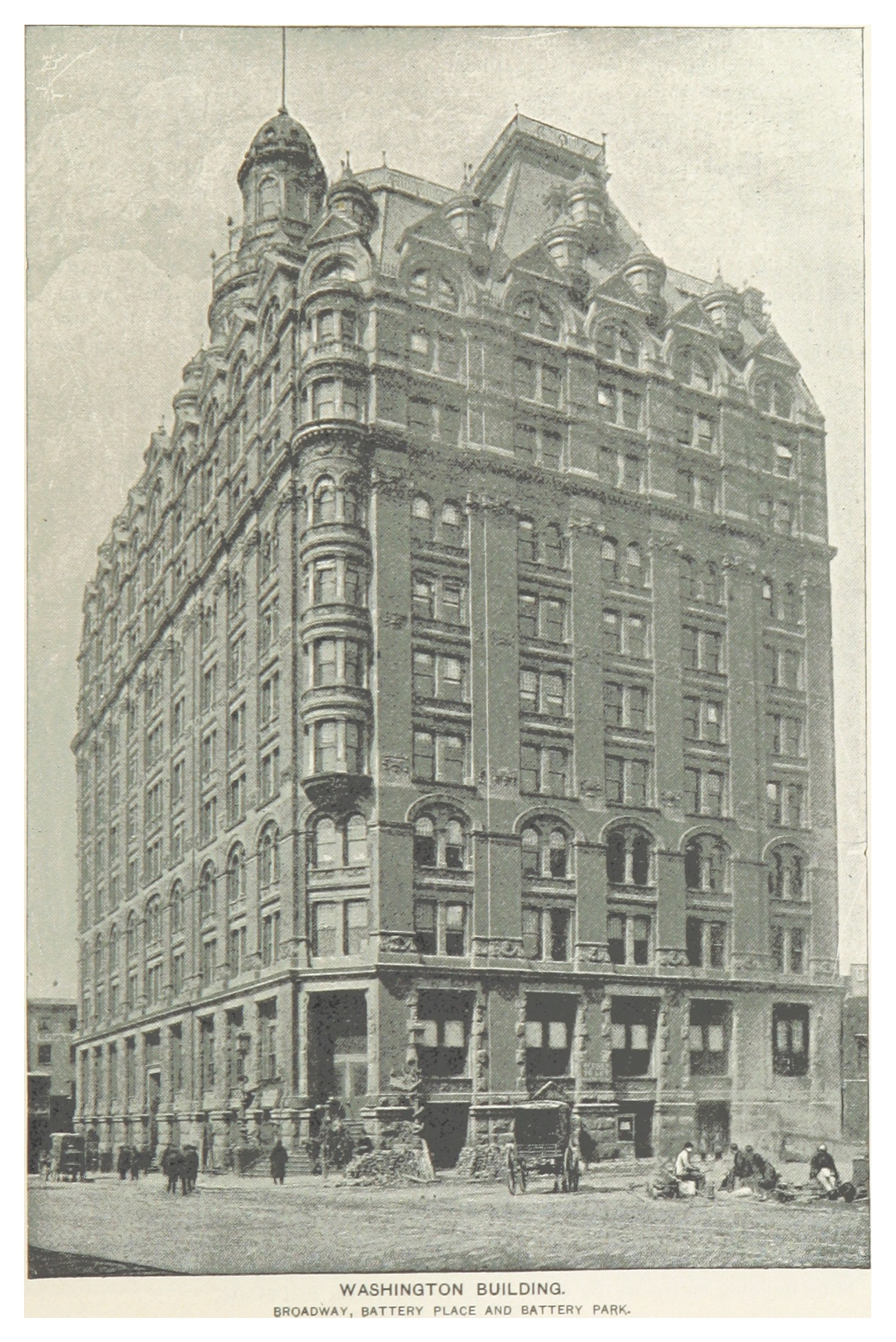
Washington Building in einer historische Ansicht von 1893
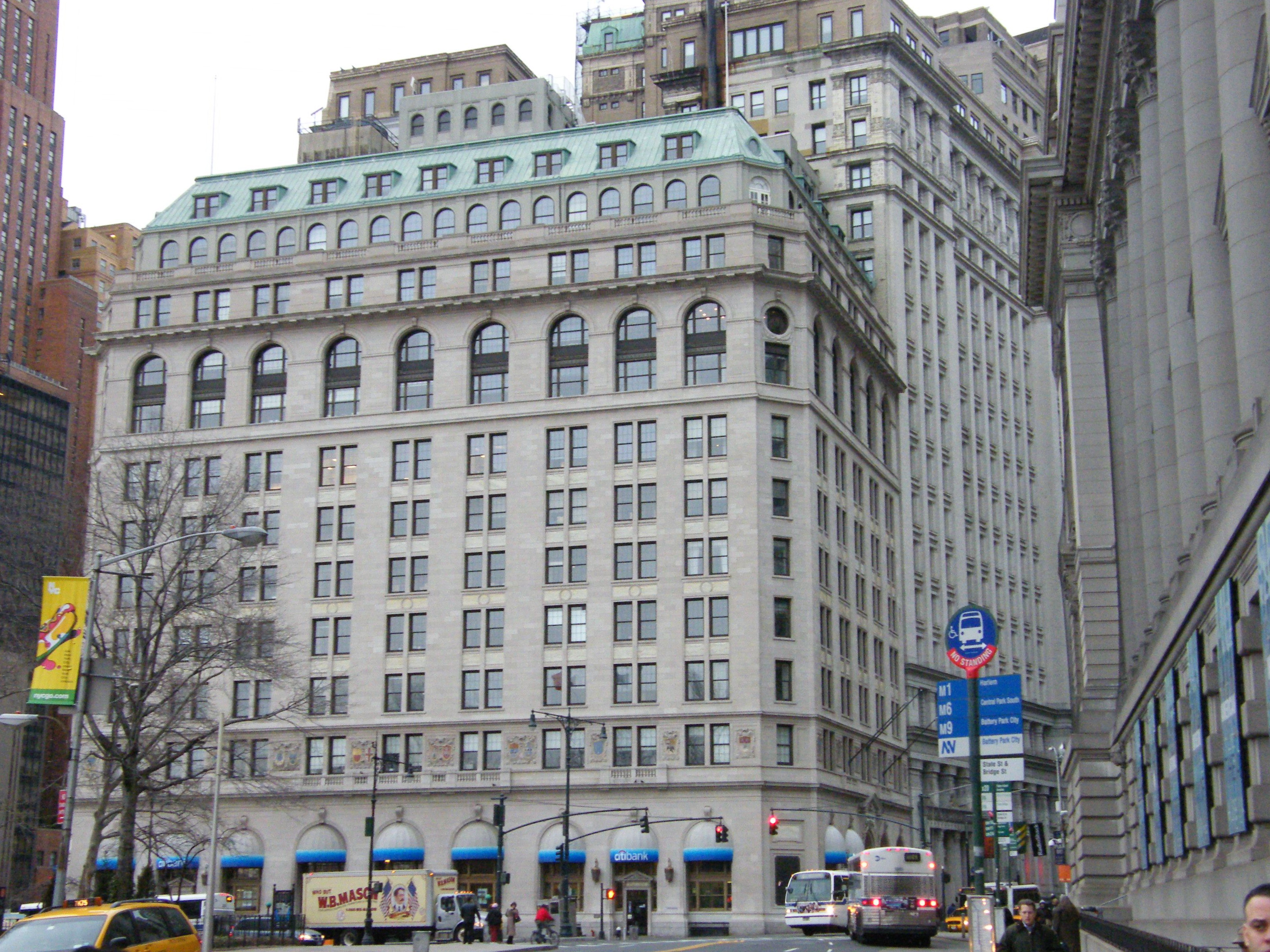
1 Broadway am 26. März 2009
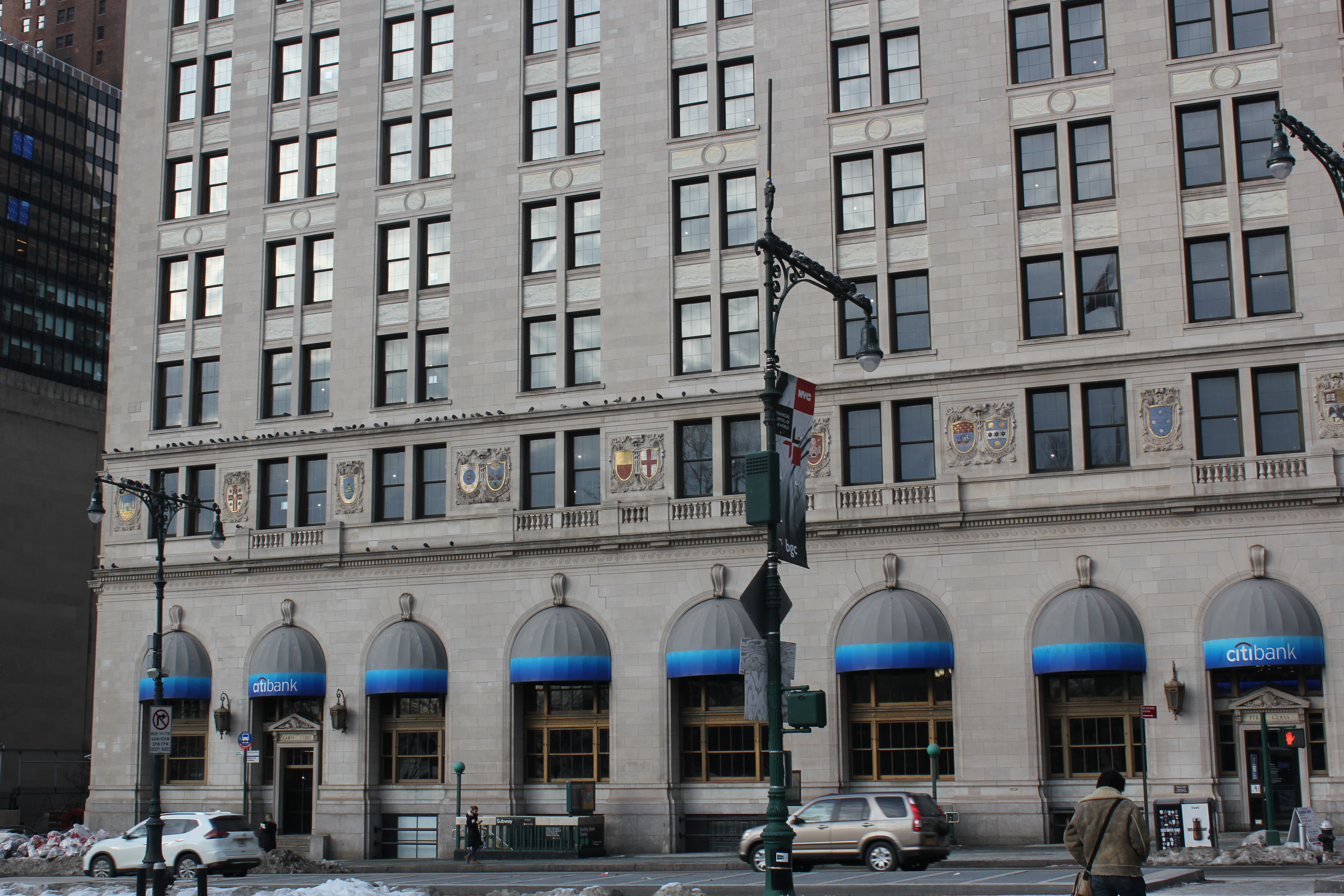
Erdgeschoss und 2. Etage mit den Siegelwappen am 14. Februar 2021
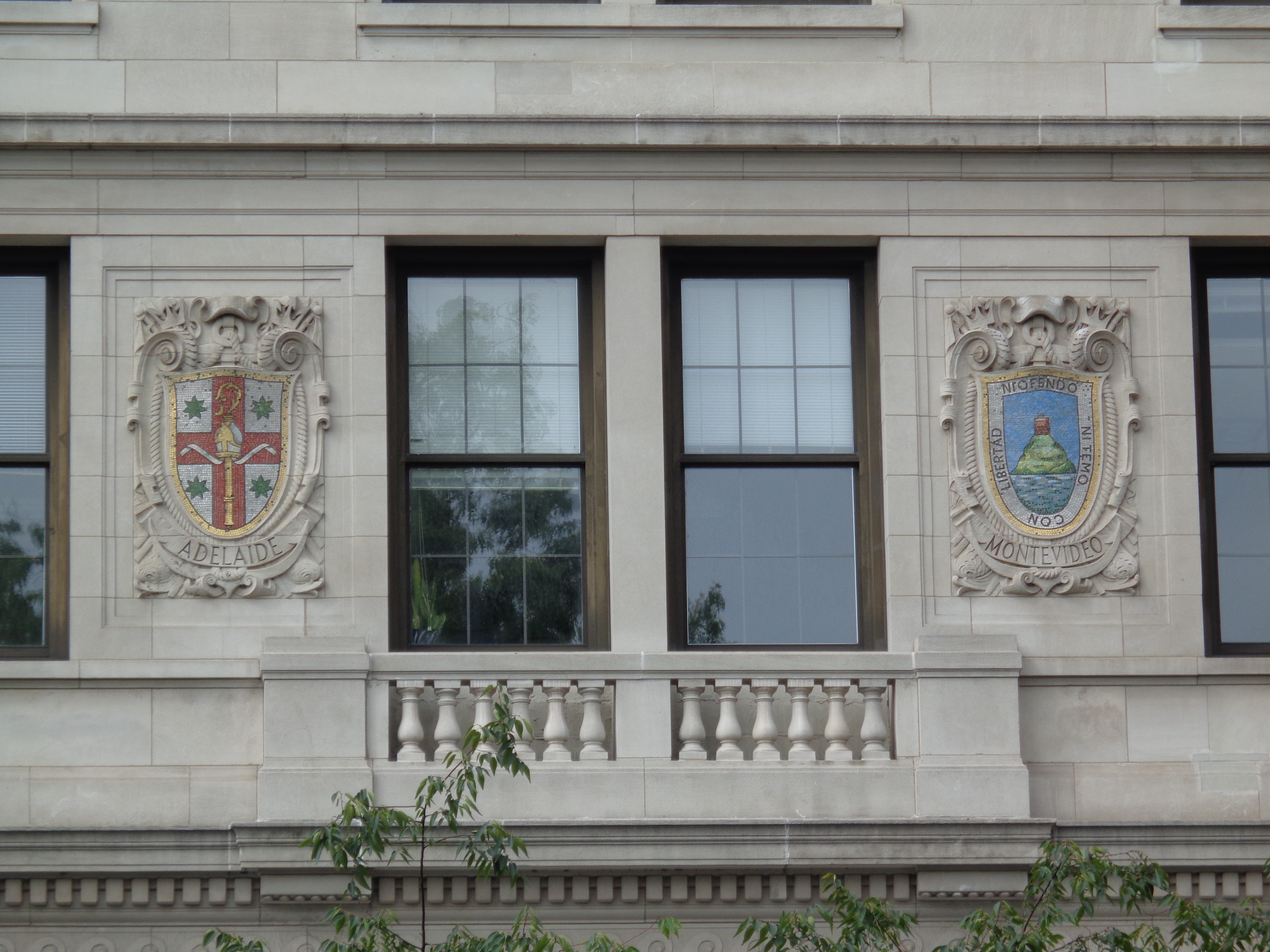
Die Siegelwappen von Adelaide und Montevideo an der 2. Etage
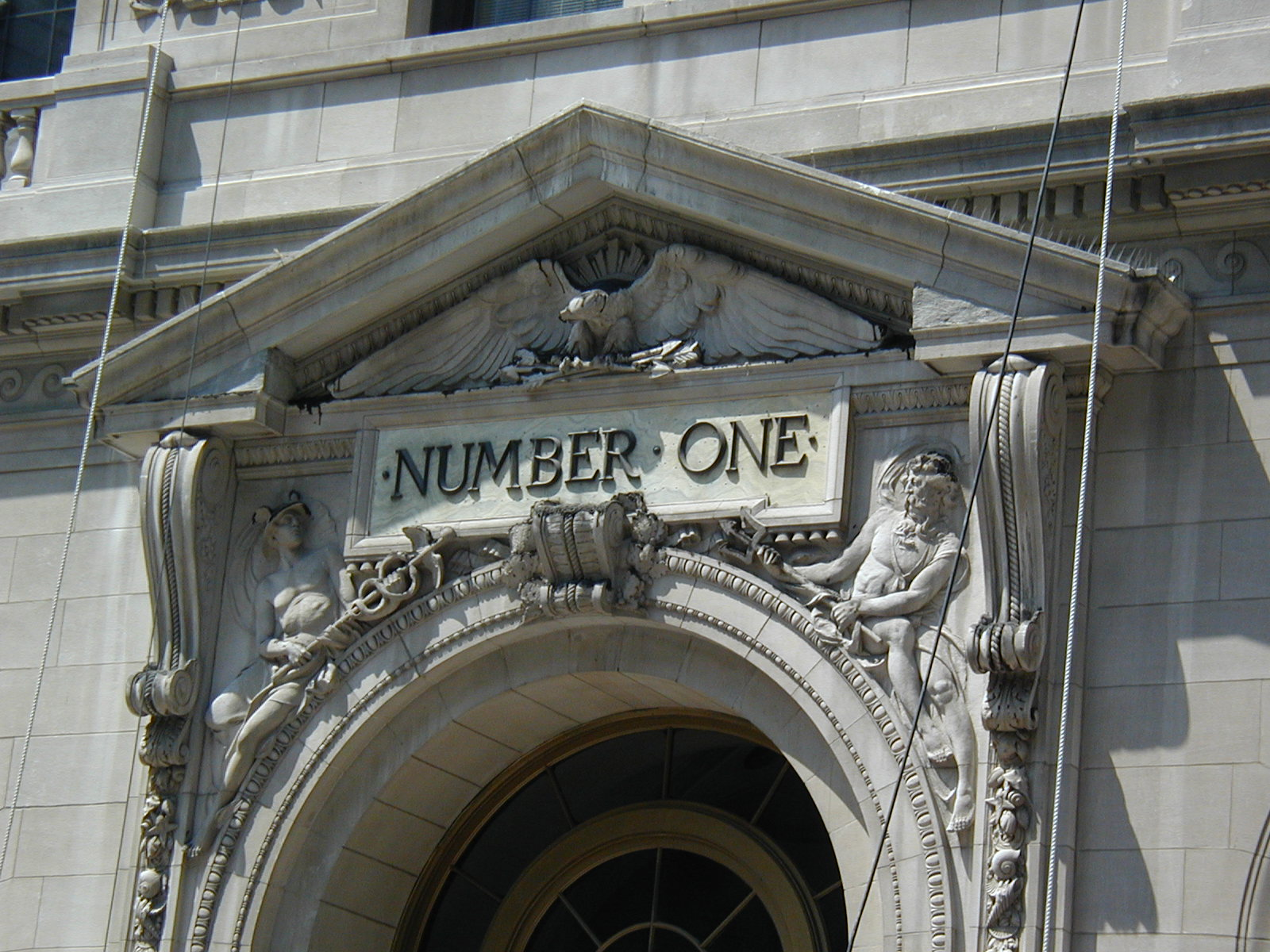
Giebel und Plastiken über dem Haupteingang am Broadway